# Phialomyces macrosporus
Phialomyces macrosporus är en svampart som beskrevs av P.C. Misra & P.H.B. Talbot 1964. Phialomyces macrosporus ingår i släktet Phialomyces, divisionen sporsäcksvampar och riket svampar.   Inga underarter finns listade i Catalogue of Life.